# Антикиллер Д. К.: Любовь без памяти
«Антикиллер Д. К.: Любовь без памяти» («Антикиллер Д. К.») — фильм режиссёра Эльдара Салаватова, поставленный по произведениям Данила Корецкого. Продолжение фильмов «Антикиллер» и «Антикиллер 2: Антитеррор». Премьера состоялась 20 ноября 2009 года.
Фильм примечателен использованием мета-повествования, в котором главный герой, страдающий от диссоциативного расстройства психики, является одновременно воплощением автора-писателя: произносит «закадровый текст», оценивает ход сюжета и общается со зрителем («читателем»).

## Сюжет
Бывший майор милиции Филипп Коренев по прозвищу Лис после событий, связанных с ликвидацией банды террористов, продолжает бороться со злом во всех его проявлениях.
Лис пытается укрыться от окружающей действительности в лечебно-трудовом профилактории. Жена его бросила, на службе — конфликты из-за его «неформальных» методов работы, и только в клинике Коренев чувствует себя на своём месте. Он даже начал писать — врач в терапевтических целях имел в виду масло или акварель, а Лис его не понял и по ошибке взялся за перо.
В городе происходит ряд покушений на людей, связанных с его прошлым. Банкир Хондачев и его финансовый директор, молодая женщина по имени Екатерина, изымают Коренева из ЛТП и просят помочь в поиске людей, покушавшихся на банкира и, очевидно, похитивших из его банка крупную сумму денег — банковский перевод, выглядевший как бюджетное финансирование, но оказавшийся воровским общаком. Лис, больше из интереса к девушке, соглашается.
Расследование столкнёт Лиса с его прошлым, о котором он хотел бы забыть, и перевернёт его жизнь, подарив настоящую любовь.

## В ролях
- Гоша Куценко — Филипп Михайлович Коренев (Лис)
- Екатерина Климова — Екатерина
- Вячеслав Разбегаев — Метис
- Михаил Ефремов — Михаил Олегович Хондачёв, банкир
- Сергей Векслер — Ренат Валентинович Литвинов
- Иван Бортник — Пётр Колеров (Клоп)
- Юсуп Бахшиев — Кент
- Александр Тютин — Калган
- Александр Мякушко — Фидель, пациент психушки
- Станислав Любшин — Папа
- Евгений Антропов — Сын Шамана
- Сергей Бадюк — Борода
- Руслан Хабибуллов — Киллер